# Dia Internacional de la Dona Indígena
El Dia Internacional de la Dona Indígena és una commemoració instituïda l'any 1983 durant la Segona Trobada d'Organitzacions i Moviments d'Amèrica, per a centrar l'atenció en les dones indígenes, la seva història, la seva situació i les seves perspectives.

## Origen
La data va ser designada com a homenatge a Bartolina Sisa, dirigent indígena aimara que va ser assassinada el 5 de setembre de 1782 després de liderar una revolta popular contra la corona espanyola. La revolta va portar a l'establiment d'un setge a la ciutat de La Paz el 1781.

## Commemoració
Durant aquesta data, organitzacions socials, organismes internacionals i autoritats es manifesten fent èmfasi en les condicions de vida actuals de les dones indígenes, així com destacant-ne l'aportació a la societat en tots els seus àmbits en el present i durant tota la història.